# Clavellisa emarginata
Clavellisa emarginata är en kräftdjursart som först beskrevs av Kroyer 1877.  Clavellisa emarginata ingår i släktet Clavellisa och familjen Lernaeopodidae. Arten har ej påträffats i Sverige. Inga underarter finns listade i Catalogue of Life.